# Vạc Phổ Minh
Vạc Phổ Minh là một chiếc vạc bằng đồng được đúc vào năm 1262 bởi thượng hoàng Trần Thái Tông, nhà Trần Việt Nam, và đã đặt tại phủ Thiên Trường (nay là Nam Định). Vạc Phổ Minh là một trong An Nam tứ đại khí.
Vạc được đúc vào tháng 2 năm Nhâm Tuất (1262), nhân dịp Trần Thái Tông (lúc đó là Thượng hoàng) về chơi Tức Mặc (nay thuộc về tỉnh Nam Định). Tại đây, Trần Thái Tông đã ban yến cho dân làng. Các hương lão từ 60 tuổi trở lên được ban tước hai tư, lão bà thì được hai tấm lụa. Nhân đấy, đổi Tức Mặc làm phủ Thiên Trường. Dựng cung Trùng Quang để các vua sau khi đã nhường ngôi về ở; lại dựng một cung riêng gọi là cung Trùng Hoa cho Tự quân (vua mới) khi đến chầu Thượng hoàng thì ngự ở đó. Đặt người chức dịch ở hai cung ấy để phòng khi sai khiến, hầu hạ và chức lưu thủ để trông coi. Phía Tây cung Trùng Quang dựng chùa Phổ Minh. Tại đây cho đúc một chiếc vạc lớn và khắc bài minh vào vạc. Tương truyền, miệng vạc dày và rộng đến nỗi hai người có thể chạy nhảy và đi lại trên đó.
Cùng với chuông Quy Điền, tháng 10 năm Bính Ngọ (1426) khi bị vây ở Đông Quan, Vương Thông đã cho phá vạc Phổ Minh để lấy đồng đúc vũ khí

## Trong văn học, nghệ thuật
Danh sĩ người xứ Đông Nguyễn Bỉnh Khiêm (1491–1585), sống thời Lê–Mạc, đồng thời là một cư sĩ tự nhận (Bạch Vân am cư sĩ), trong một lần qua vùng Sơn Nam Hạ vãn cảnh chùa Phổ Minh chừng hơn một thế kỷ sau loạn giặc Minh xâm lược qua đi, đã để lại bài thơ thất ngôn bát cú Du Phổ Minh tự được đưa vào tập thơ chữ Hán Bạch Vân am thi tập do chính ông đề tựa:
| Du Phổ Minh tự (phiên âm Hán-Việt) Loạn hậu trùng tầm đáo Phổ Minh, Viên hoa dã thảo cựu nham quynh. Bi văn bác lạc hoà yên bích, Phật nhãn thê lương chiếu dạ thanh. Pháp giới ưng đồng thiên quảng đại, Hương nhân do thuyết địa anh linh. Liêu liêu cổ đỉnh kim hà tại? Thức đắc vô hình thắng hữu hình. | Thăm chùa Phổ Minh (dịch nghĩa) Sau khi loạn lạc lại tìm đến chùa Phổ Minh, Vẫn hoa vườn cỏ nội với cửa đá cũ. Văn bia mờ nhạt hoà trong làn khói biếc, Mắt Phật lạnh lùng soi thấu đêm thanh. Pháp giới phải ngang với tầm rộng lớn của trời, Người làng vẫn nói đến sự anh linh của đất. Vắng vẻ lặng lẽ, vạc xưa nay còn đâu? Thế mới biết vô hình vẫn thắng hữu hình. |